# ۱۷۹۱ (میلادی)
۱۷۹۱ (میلادی) هزار و هفتصد و نود و یکمین سال تقویم میلادی است.

## زادگان
- ۲۳ آوریل – جیمز بیوکنن، سیاست‌مدار و دیپلمات آمریکایی (د. ۱۸۶۸)
- ۲۷ آوریل – ساموئل مورس، هنرمند، مخترع، فیزیک‌دان، و نقاش آمریکایی (د. ۱۸۷۲)
- ۵ سپتامبر – جاکومو مایربر، آهنگساز آلمانی (د. ۱۸۶۴)
- ۲۲ سپتامبر – مایکل فارادی، فیزیک‌دان و شیمی‌دان بریتانیایی (د. ۱۸۶۷)
- ۲۶ سپتامبر – تئودور ژریکو، نقاش فرانسوی (د. ۱۸۲۴)
- ۲۶ دسامبر – چارلز ببیج، ریاضی‌دان، دانشمند علوم کامپیوتر، و مهندس بریتانیایی (د. ۱۸۷۱)

## درگذشتگان
- ۵ دسامبر - ولفگانگ آمادئوس موتسارت، آهنگساز اتریشی و نابغه موسیقی